# Cruiser Mk I (A9)
De Cruiser Mk I (A9) was een tank die ontwikkeld werd in de jaren 30. Het was een cruiser tank, een cavalerietank, bedoeld voor de verkenning, het exploiteren van doorbraken en het achtervolgen van een verslagen vijand. Snelheid was vitaal en om gewicht te sparen kregen deze tanks veelal een licht pantser. In praktijk vielen de prestaties van de A9 tegen; het pantser bood onvoldoende bescherming en de twee kleinere geschutskoepels aan de voorzijde van de tank verhoogden de kwetsbaarheid. Het is aan het begin van de Tweede Wereldoorlog ingezet in Noord-Frankrijk, Griekenland en in Libië. In totaal zijn er 125 exemplaren van geproduceerd en in 1941 was de tank al verouderd.

## Beschrijving
In 1934 was Sir John Carden van Vickers begonnen met de ontwikkeling van een nieuwe tank, de A9. In 1936 bepaalde het Britse War Office, het latere Ministerie van Defensie, dat er behoefte bestond aan twee soorten tanks, namelijk:
- infanterietank voor het ondersteunen van de infanterie bij het doorbreken van zwaar versterkte stellingen. De tanks trokken op met de infanterie waardoor een lage snelheid geen probleem opleverde. Het pantser was ook dikker om een betere bescherming te bieden tegen vijandig vuur uit de stellingen
- cruiser tank, een cavalerietank, voor de verkenning, het exploiteren van doorbraken en het achtervolgen van een verslagen vijand. Snelheid was vitaal en deze tanks kregen veelel een licht pantser.

Op basis van deze tweedeling viel de keuze om de A9 als cavalerietank verder te ontwikkelen.
Vickers gebruikte voor de A9 een motor die ook in autobussen werd toegepast, een zescilinder benzinemotor model AEC Type A 179, met een cilinderinhoud van 9,64 liter. Het had een vermogen van 150 pk (111,9 kW) bij 2200 toeren per minuut. De versnellingsbak telde vijf versnellingen voor- en een achteruit. De maximale snelheid was ongeveer 40 km/u op de weg en 24 km/u in het terrein. Met volle brandstoftanks, inhoud van 327 liter, kon maximaal 240 kilometer worden gereden.
De tank kreeg drie geschutskoepels, een centrale in het midden van het voertuig en twee kleinere torens aan de voorzijde. De centrale geschutskoepel, de eerste van alle Britse tanks die niet handmatig bediend werd, kreeg een 2-ponder kanon, met een kaliber van 40 mm en een coaxiale .303 inch (7,7 mm) Vickers machinegeweer. De twee kleinere koepels kregen allebei ook een Vickers machinegeweer. De 2-ponder verschoot pantserdoorborende granaten van circa 0,9 kilogram. Op een afstand van ongeveer 1 kilometer (1000 yards) kon pantser met een dikte van 42 mm worden gepenetreerd. In totaal had de A9 ruimte voor 3000 patronen en 100 granaten. Het pantser was maximaal 14 mm dik.
De tank kreeg een bemanning van zes waarvan drie in de koepel - commandant, schutter en lader – en drie in de romp, bestuurder en twee voor de bediening van de machinegeweren in de koepels. De ruimte was open, er was geen afscheiding tussen bestuurder en de rest van de bemanning.
In 1936 werd een prototype gestest en in de zomer van 1937 werd een eerste order geplaatst van 125 stuks. Hiervan werden 50 exemplaren door Vickers-Armstrongs gemaakt en 75 door Harland & Wolff.
Van de A9 maakte men ook een speciale versie, de Mk I CS, voor vuursteun op korte afstand (Close Support; CS). Het was bewapend met een 3,7 inch (94 mm) houwitser in de geschutskoepel. Het schoot voornamelijk rookgranaten, maar er was ook een brisantgranaat beschikbaar. Het voertuig kon 40 granaten meevoeren.
Op basis van de A9 werd ook de A10 ontwikkeld. Deze kreeg een dikker pantser van maximaal 30mm en de twee kleinere geschutskoepels aan de voorzijde verdwenen. De Mk III Valentine was de laatste tank die op basis van de A9 werd gemaakt. De Valentine werd diverse malen verbeterd en was uiteindelijk de meest geproduceerde Britse tank van de Tweede Wereldoorlog.

## Gebruik

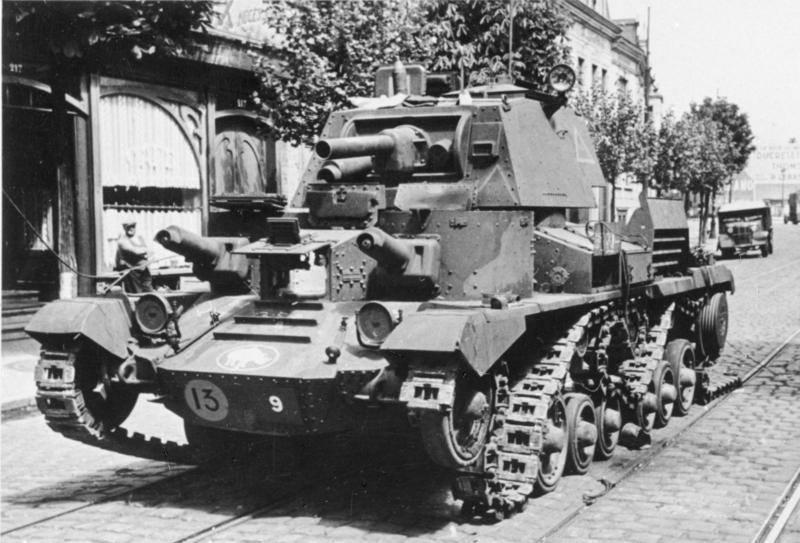
Uitgeschakelde Cruiser Mk I CS in Calais, 1940.

De A9 is in gebruik geweest bij het Britse 1e pantserdivisie in Noord-Frankrijk, en door de 2e en 7e pantserdivisies in Noord-Afrika. Op 10 juni 1940 verklaarde Engeland Italië de oorlog. Het Britse leger in Egypte kreeg de opdracht Italiaanse eenheden in Libië aan te vallen. In de slag om Gibra vielen de Engelsen met – onder andere – acht A9-tanks de Italianen aan. Vanwege een gebrek aan pantsergranaten aan de Italiaanse zijde richtten de tanks en infanterie veel schade toe. De A9 tanks hadden geen probleem met het verslaan van Italiaanse tanks en tankettes, zoals de L3/35.
Met de komst van de Duitse tanks en antitankgeschut kwamen de tekortkomingen van de A9 naar boven. Het lichte pantser en het ontbreken van brisant- en rookgranaten voor de 2-ponder werden als belangrijke nadelen gevoeld. In operatie Battleaxe, van 14-17 juni 1941, verloren de Britten 80% van alle ingezette tanks in drie dagen. De slag maakte duidelijk dat de Britse tanks, zelfs de zwaardere Matilda II tank, niet opgewassen waren tegen het Duitse antitankgeschut. In de tweede halfjaar van 1941 verdween de A9 van het strijdtoneel.